# Ksenia Svetlova
Ksenia Svetlova (en hébreu קסניה סבטלובה, en russe Ксения Светлова), née le 28 juillet 1977 à Moscou, est une femme politique israélienne. Elle est membre de la Knesset de 2015 à 2019.

## Biographie
Elle est née à Moscou. Son père Igor Svetlov est professeur et sa mère Svetlana Sorokina est juge. La famille émigre en Israël à Modiin-Maccabim-Reout en 1991, alors qu'elle a 14 ans. Elle étudie à l'Université hébraïque de Jérusalem. Elle parle hébreu, russe, anglais et arabe. 
En 2002, elle travaille pour une chaîne de télévision russophone. En 2013, elle débute en politique et rejoint l'Union sioniste pour le élections législatives de mars 2015 et est élue à la Knesset,. 
Comme députée, elle rejoint les commissions des affaires étrangères et de la défense et trois groupes parlementaires: pour la protection du patrimoine et de la culture juifs dans les pays arabes et islamiques, la commission pour la liberté de parole et d'expression et la commission qui soutient le renforcement des liens entre Israël et la nation kurde,.